# Julio Angkel
Julio Angkel (ur. 12 kwietnia 1954) – mikronezyjski duchowny katolicki, biskup Karolinów od 2020.

## Życiorys
13 grudnia 1983 przyjął święcenia prezbiteratu z rąk biskupa Karolinów i Wysp Marshalla Martina Josepha Neylona i został kapłanem diecezji Karolinów i Wysp Marshalla. Pracował głównie jako duszpasterz parafialny, był także m.in. wikariuszem biskupim dla rejonów Pohnpei i Kosrae, wykładowcą regionalnego seminarium, wikariuszem generalnym diecezji oraz dyrektorem ośrodka formacyjnego.
18 listopada 2017 roku został mianowany przez papieża Franciszka biskupem koadiutorem diecezji Karolinów. Sakry udzielił mu 4 lutego 2018 nuncjusz apostolski w Mikronezji - arcybiskup Martin Krebs. Rządy w diecezji objął 2 lutego 2020 po przejściu na emeryturę poprzednika.